# Liste des gratte-ciel de Buenos Aires
Cet article concerne une liste des plus hauts gratte-ciel de Buenos Aires, la capitale de l'Argentine.

## Tableau

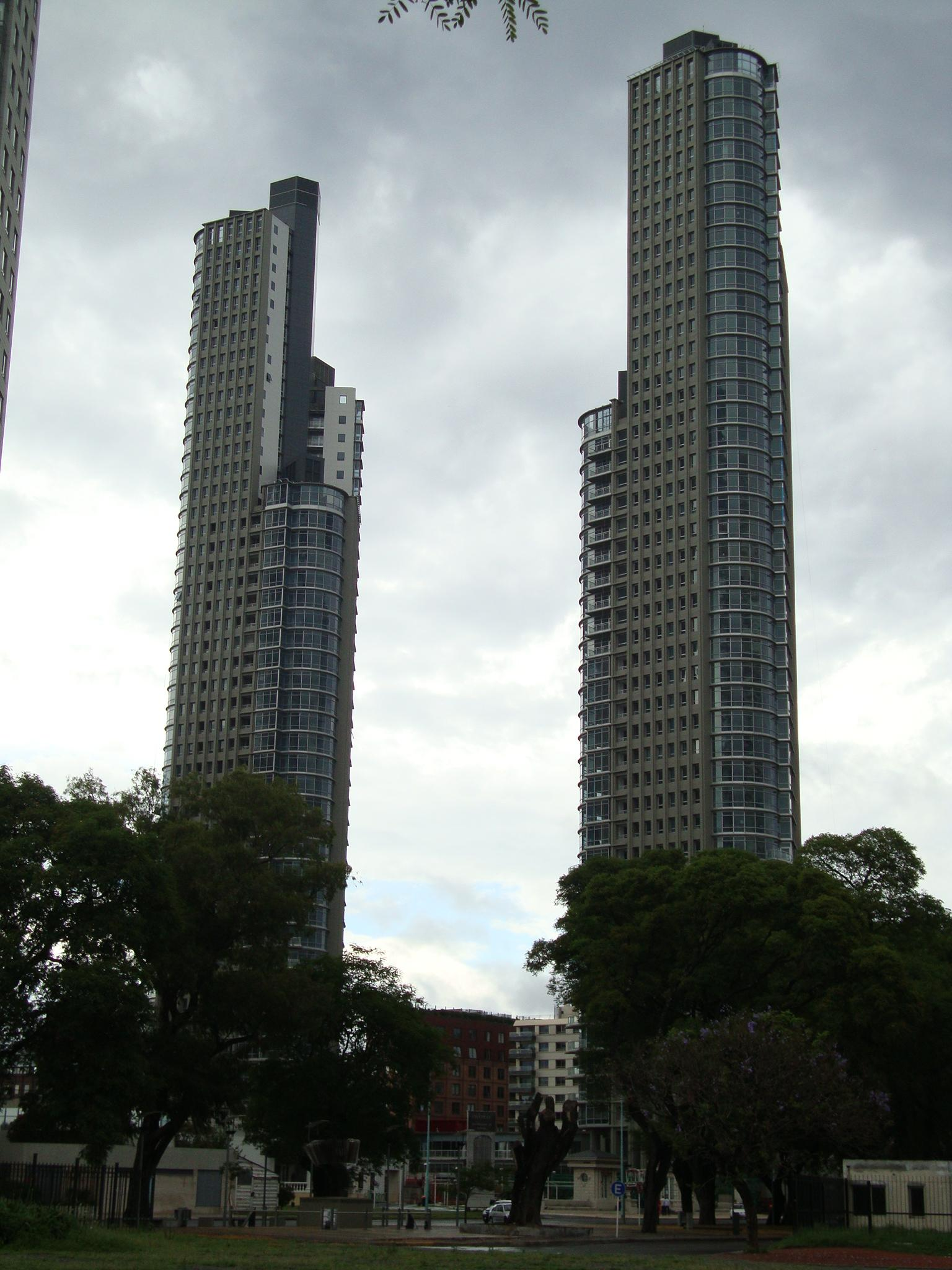
Torres Mulieris

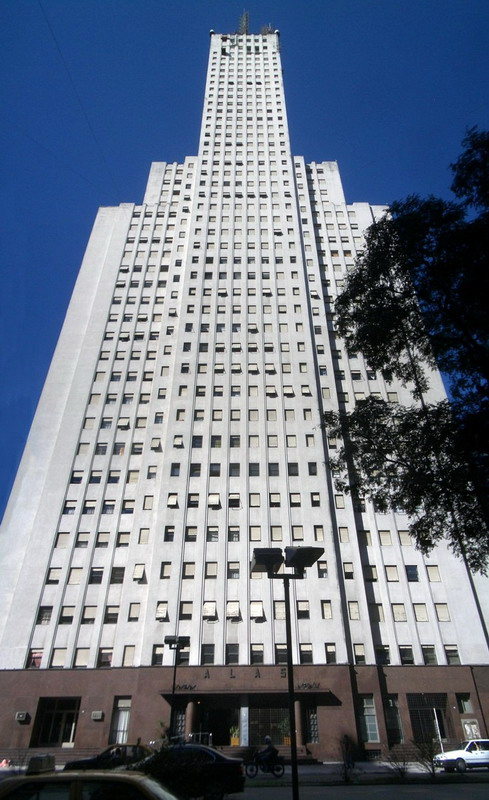
Edificio Alas

| Classement | Édifice                      | Hauteur | Nombre d'étages | Année de l'inauguration |
| ---------- | ---------------------------- | ------- | --------------- | ----------------------- |
| 1          | Alvear Tower Puerto Madero   | 235 m   | 54              | 2019                    |
| 2          | Torre Espacial               | 220 m   | 3               | 1985                    |
| 3          | Torre Cavia                  | 173 m   | 47              | 2008                    |
| 4          | Torre Renoir 2               | 172 m   | 51              | 2015                    |
| 5          | Torre Mulieris I             | 161 m   | 44              | 2008                    |
| 6          | Torre Mulieris II            | 161 m   | 44              | 2008                    |
| 7          | Torre El Faro I              | 160 m   | 44              | 2003                    |
| 8          | Torre El Faro II             | 160 m   | 44              | 2005                    |
| 9          | Torre Repsol-YPF             | 160 m   | 36              | 2006                    |
| 10         | Torre Le Parc                | 158 m   | 50              | 1994                    |
| 11         | Château Puerto Madero        | 156 m   | 50              | 2010                    |
| 12         | Torre BBVA                   | 155 m   | 33              | 2017                    |
| 13         | Torre Galicia Central        | 145 m   | 33              | 2004                    |
| 14         | Torre del Río                | 144 m   | 43              | 2005                    |
| 15         | Torre del Parque             | 144 m   | 43              | 2006                    |
| 16         | Torre del Boulevard          | 144 m   | 43              | 2007                    |
| 17         | Edificio Alas                | 141 m   | 42              | 1957                    |
| 18         | Torres del Yacht I           | 141 m   | 44              | 2008                    |
| 19         | Torres del Yacht II          | 141 m   | 44              | 2008                    |
| 20         | Torre Madero Office          | 140 m   | 27              | 2011                    |
| 21         | Torre BankBoston             | 137 m   | 33              | 2001                    |
| 22         | Libertador 4444              | 136 m   | 45              | 1994                    |
| 23         | Torre Renoir 1               | 135 m   | 41              | 2008                    |
| 24         | Chateau Libertador Residence | 130 m   | 40              | 2010                    |
| 25         | Édifice Kavanagh             | 120 m   | 29              | 1936                    |
| 26         | Torre Ruggieri               | 119 m   | 37              | 1999                    |
| 27         | Torre Bulnes                 | 119 m   | 37              | 1999                    |
| 28         | Torre Bellini                | 116 m   | 37              | 2007                    |
| 29         | Catalinas Plaza              | 115 m   | 29              | 1995                    |
| 30         | Promenade Palermo            | 112 m   | 36              | 2008                    |
| 31         | Palacio Barolo               | 100 m   | 18              | 1923                    |